# Dianella odorata
Dianella odorata là một loài thực vật có hoa trong họ Thích diệp thụ. Loài này được Blume miêu tả khoa học đầu tiên năm 1827.